# Архитектура Мексики
История мексиканской архитектуры уходит примерно на 100 лет назад, а художественная ценность некоторых архитектурных сооружений позволяет назвать их Всемирным наследием.

## Доколумбовый период
Присутствие человека на территории Мексики оставило важные археологические артефакты, имеющие большое значение для науки.
Мезоамерика была родиной высокоразвитых культур и цивилизаций. Мезоамериканские цивилизации прошли путь в архитектуре от строений из самана и камня, как видно в Пакиме, и жилищах в пещерах Сьерра-Мадре Оксидентал до современной архитектуры.
Древнейшим монументальным сооружением Америки была пирамида в древнем городе Куикуилько (до 500 г. до н. э.), которая представляла собой круглое сооружение с диаметром в основании около 135 метров и высотой около 20 метров. В пирамиде было четыре ступени. На вершине пирамиды стоял алтарь. Пирамида строилась из крупных валунов, уложенных в глину. Жители Куикуилько покинули селение из-за извержения вулкана, покрывшего лавой само селение и подножие пирамиды.
Археологический объект Эль-Тахин был центром классической культуры Веракрус и одним из крупнейших городов в западной части Мезоамерики.
Доколумбовское поселение на юго-востоке Мексики Монте-Альбан было первым городом в Мезоамерике и на протяжении почти тысячи лет играло значительную роль, как политический и экономический центр Сапотекской цивилизации. Старое сапотекское название города неизвестно, поскольку он был заброшен несколько веков до появления самых древних исторических источников. Согласно некоторым источникам, первоначально город носил название «Danibaan» (святой холм).
Как и большинство великих Мезоамериканских городов, Монте-Альбан был городом с многонациональным населением. На протяжении всей своей истории город сохранил тесные связи с другими крупными народами Мезоамерики, особенно с Теотиуаканом. В своё время город был покинут значительной частью населения. В настоящее время он представляет собой комплекс археологических раскопок Монте-Альбан.
Дворцы, ступенчатые храмы, пирамиды Солнца и Луны в Теотиуакане (300 г. до н. э. — 900 г. н. э.) относятся к значительным архитектурным памятникам того времени. Заброшенный город Теотиуакан, расположенный в 50 километрах к северо-востоку от Мехико, в 1987 году был занесён в список Всемирного наследия ЮНЕСКО. Учитывая большое количество памятников Теотиуакана, археологические раскопки в нем продолжаются и по сей день.
В городе есть место, известное под именем «Цитадель». Внутренняя площадь этого места, вмещавшая до ста тысяч человек (половину населения города), ограничена четырьмя массивными пирамидами на платформах. Центральная часть комплекса — Пирамида Пернатого змея (Кетцалькоатля). К ней примыкают два помещения: Северный и Южный дворцы, использовавшиеся не только в качестве административных центров, но также для жилья и работы. Одни из главных и самых старых построек Теотиуакана — пирамида Солнца и пирамида Луны (высота — 42 метра).
Интересной архитектурой «классического периода» обладает поселение Шочикалько — время расцвета которого (VIII—IX вв.) совпадает с угасанием Теотиуакана. Культовые сооружения Шочикалько были размещены на выровненной вершине холма, склоны которого были подпёрты террасами. Сооружения состоят из трёх групп памятников, соединенных насыпями и эспланадами. Они были частью регулярной планировки города, ориентированной по странам света. В западной группе построек находился стадион для игры в мяч (VIII—IX вв.). В разных местах Центральной Америки находили древние площадки и стадионы для игры в мяч, которая несла ритуальный характер. В Шочикалько расположено одно из наиболее ранних подобных сооружений долины Мехико.
Среди других памятников Шочикалько — храмы в форме террасных пирамид, дворцы, три поля для игры в мяч, необычный ряд круглых алтарей и пещер с вырезанными ступенями. Сохранилось несколько стел, некоторые в настоящее время выставляются в музее Национального института антропологии и истории в Мехико и в музее на месте раскопок.
На северо-востоке мексиканского штата Чьяпас сохранились развалины столицы Баакульского царства Паленке майя — политического и культурного центра майя в III—VIII вв. Центром города был дворец-группа зданий вокруг двух больших и двух малых дворов. К настоящему времени сохранились остатки дворца (площадью 92 x 68 м), «Храм Солнца», «Храм Креста». «Храм надписей». Паленке, предположительно, был разрушен в результате нашествия племён с побережья Мексиканского залива в IX веке. Руины города известны с XVIII века. Здесь проводились раскопки мексиканскими археологами в 1949-68 годах.
В XIV веке часть территории нынешней Мексики покорили соседние племена — ацтеки. Ацтеки основали могущественную державу ацтеков, со столицей Теночтитлане (основан в 1325 году, разрушен конкистадорами в 1521 году). Архитектура ацтеков, за исключением орнаментальных мотивов, развивала традицию тольтеков. Они строили пирамиды с декоративными фризами.
Город Теночтитлан был расположен на острове посреди мелкого солёного озера Тескоко и окружён многочисленными искусственными островками-огородами. С материком город соединялся насыпями с подъёмными мостами. Прямые улицы вели к главной площади города, на которой располагались три деревянных дворца и священный двор, ограждённый каменной стеной. В его центре находилась большая пирамида (100 Х 100 м в основании и высотой около 30 м), на её вершине размещались два деревянных святилища: бога дождя Тлалока и бога войны Уицилопочтли. Также на священном дворе находился круглый храм Кецалькоатля и стадион. Жилые дома возводились из кирпича-сырца, облицовывались камнем или оштукатуривались и окрашивались белой или красной краской.

### Стиль Пук
Отличительная особенность стиля Пуук, характерного для классической эпохи майя (VII—X веков) — многообразие украшений фасада. Среди украшений постоянно повторяется маска Чака, бога дождя. Моделью для всех витых элементов декора служит змея (по другой версии — тапир). В классическом стиле Пуук строились здания в крупном городе майя Ушмале. Среди них: «Дворец правителя», украшенный скульптурой и мозаичным фризом из 20 тыс. отдельных пластин, Женский монастырь и др.
Сооружения политического и культурного центра народа майя на севере полуострова Юкатан Чичен-Ица с элементами стиля Пуук представлены большим количеством архитектурных памятников. На территории Чичен-Ицы неоднократно производились раскопки, в результате которых были открыты архитектурные памятники майя-тольтеков:
- «Храм Кукулькана» — 9-ступенчатая пирамида высотой 24 метра с широкими лестницами на каждой из сторон;
- «Храм воинов» на 4-ступенчатой пирамиде;
- «Храм ягуаров» (оба с настенными росписями);
- «Караколь» — обсерватория ;
- 7 «стадионов» для игры в мяч, из которых «Уэго де Пелота» (дословно, «Большое поле для игры в мяч») — самая большая игровая площадка из всех созданных майя. Длина игрового поля 135 м;
- «Группа тысячи колонн» — руины четырёх групп колоннад, образующие прямоугольник.

В этих архитектурных памятниках заметно влияние культур народов центральной Мексике, смешанных со стилем Пуук.

### Стиль Оазисамерики
Термин «Oasisamerica» происходит от сочетания терминов «оазис» и «Америка». Этот термин определяет области культуры доколумбовой юго-западной Северной Америки. Область простирается от современного штата Юта до южной Чиуауа, и от берега Калифорнийского залива на восток до долины реки Рио-Браво. Народы Мезоамерики выработали уникальные стили строительства. Культура Оазисамерики разделяется на несколько крупных культурных групп: Анасази, Хохокам, Могольон, Патайя и Фремонт. Для каждой из этих культур были характерны собственные стили жилищ. Памятником Всемирного наследия ЮНЕСКО является созданное анасази около 1000 лет назад селение Таос-Пуэбло со Скальным дворцом. Исторический памятник Замок Монтесумы культуры Хохокам выполнен из кирпича-сырца на скалистом выступе и датируется около 1100 г. н. э.
Пакиме было поселением доиспанского периода. Оно расположено в 350 км к северо-востоку от города Чиуауа. В 1998 году селение было признано археологическим объектом Всемирного наследия ЮНЕСКО. Известными памятниками Пакиме являются глинобитные сооружения, а также ворота в виде буквы «T». Археологи исследовали лишь небольшую часть древнего селения. Здания обладают чертами, характерными для культур Оазисамерики, и демонстрируют мастерство доиспанских архитекторов этого региона, которые строили глинобитные дома высотой до четырёх этажей с использованием в качестве строительных материалов глины, дерева, тростника и камня.
- Скальный дворец культуры анасази
- Скальный дворец, национальный парк Меса-Верде
- «Замок Монтесумы» — руины культуры Хохокам
- Каменные стены каньона с жилищами культуры Могольон
- Пещеры культуры Фремонт в расщелине скалы

## Колониальный период

### Монастырское строительство
С приходом испанцев по всей Мексике стремительно вырастали новые храмы. Католическое духовенство строило монастыри, в которых видело для себя опору двоякого рода: в случае надобности они выполняли роль крепостей и одновременно являлись центрами распространения христианства.
Со времени реконкисты в Испании было принято возводить храмы на месте арабских мечетей. Эта традиция возродилась в Новом Свете. Подавляющее большинство монастырей не только выстроено на месте языческих святилищ, в так называемых «индейских» местах обитания, но даже из их материала под руководством монахов францисканского, доминиканского и августинского орденов, поделивших на сферы влияния территорию Центральной Америки.
Монастыри Мексики представляли собой крупные феодальные хозяйства, одновременно насаждающие христианство миссии. Функции монастырей обусловили появление своеобразной, непохожей на Европейские, планировочные схемы. Монастыри состояли из двух половин — предмонастырской для крещения индейцев, служения мессы, и монастырской. Монастырская часть повторяла средневековую схему. Ядром такой схемы был двор. Отличие состоит в том, что монастырские постройки Новой Испании компактны; в них нет залов капитул, помещений для послушников и т. д. При 3-5 монахах монастыри обладали зданиями великолепной архитектуры с музыкальными инструментами на хорах.
В монастырском строительстве сила религиозного воздействия была рассчитана на индейцев. Неизвестным в Европе приемом было наличие перед монастырским комплексом большого, с зубчатыми стенами, прямоугольного в плане двора (атрио). Их прообразом явились примыкавшие к подножию пирамид Мексики окруженные стенами дворы. В углах монастырских атрио находились открытые во двор капеллы — посас. В атрио выходили располагавшиеся около западного фасада церкви индейские или открытые капеллы, выполнявшие роль алтаря. Устройство атрио и открытых капелл обусловливалось быстротой и дешевизной их строительства, стремлением приспособиться к традициям индейцев, отправляющих религиозные обряды на свежем воздухе при жарком климате. Одновременно за стенами атрио при нападения индейцев могло укрыться испанское население. Традиция устройства такого атрио укоренилась в Мексике. В XVII—XVIII веках они строятся не перед монастырями, а перед приходскими церквами индейцев. Примером является миссия Нуэстра-Сеньора-де-Лорето, комплекс монастыря Сан-Мигель в Актопане.
Среди религиозных зданий, разбросанных по нынешней Мексике встречаются великолепные образцы архитектуры с декоративной резьбой по камню и живописью. Искусство, называемое термином tequitqui или индо-христианское искусство, представляет собой своеобразный стиль, созданный индейцами, которые строили здания на основе европейских стандартов по указанию монахов.
Первые соборы строились здесь с 1521 года.

### Крепости
В Мексике в колониальный период строились мощные укреплённые сооружения, форты. В 1535 году в Веракруса был заложен форт Сан Хуан де Улуа. Форт был назван в честь испанского конкистадора Хуана Грихальва. Форт бы построен для защиты порта от нападений пиратов и корсаров. Позднее форт был перестроен в склад для хранения зерна, потом — в тюрьму. Там содержали известных политиков, признанных преступниками. В настоящее время в форте Сан Хуан де Улуа работает музей.
23 сентября в 1568 году стены форта были свидетелями битвы при Сан — Хуан — де — Улуа, где флот испанской Армады под командованием генерала Франсиско Лухана разбил британский флот под командованием Фрэнсиса Дрейка и Джона Хокинса.
Укрепленные форты строились на небольшом расстоянии друг от друга, чтобы обеспечить взаимную поддержку при нападении на один из них.

### Мексиканское барокко
Доминирующей формой искусства и архитектуры на протяжении большей части колониального периода было Мексиканское барокко или ультрабарокко.. В 1577 году папа Григорий XIII создал Академию Святого Луки с целью порвать со стилем ренессанса. Его целью было использование живописи и скульптуры в церкви для создания иконографии и укрепления Церкви. Первые работы в стиле барокко — это сооружения монастыря Эскориал.
Стиль испанского барокко был перенесён в Мексику в XVI веке. Здесь с конца XVI до конца XVIII века были разработаны свои разновидности барокко. Архитектура в стиле барокко в основном использовалась для церковных сооружений. Одной из причин этого было то, что практически все города и села были центром церковных общин. Церковь играла роль центра общественной жизни.
Мексиканские церкви в стиле барокко, как правило, более замкнуты, чем их европейские образцы. Особое внимание обращается на главный алтарь. Целью архитектуры было созерцание её верующими. Богатая орнаментика задерживала внимание на центральной теме. Особенно это касалось главных алтарей.
Важным элементом мексиканского барокко были колонны и пилястры. Колонны и пробелы между ними обычно обильно украшались. В мексиканском барокко сохранялись элементы испанской готики (Окно-роза) и мавританской архитектуры (Мудехар).
Стиль ультрабарокко в Мексике достиг своего расцвета в произведениях Лоренцо Родригес (Саграрио Метрополитано в Мехико (1749—1769)). Другие примеры развития стиля находятся в отдалённых шахтёрских посёлках. Это святилище Окотлане (1745), первый барочный собор, поверхность которого покрыта ярко-красной черепицей, которая контрастируют с орнаментом. Столицей мексиканского барокко является Пуэбла, где обилие плитки с ручной росписью из местного серого камня привело к эволюции стиля с ярко выраженным индийским колоритом.
Мексиканское барокко разделялось на ряд подстилей:
- «Estucado» барокко было чисто декоративным, в нем не было каких-либо архитектурных особенностей. Для подстиля характерна лепка с тонкими деталями и покрытием из сусального золота или краски. Этот подстиль достиг своего апогея в XVII веке в Пуэбле и Оахаке. Среди образцов сооружений в этом стиле — капелла дель Росарио в Пуэбле и Церковь в Тонантцинтле. Одной из причин упадка этого стиля была необходимость штукатурных работ[9].
- Стиль «талавера» в барокко был распространён в основном в штатах Пуэбла и Тласкала. Главной отличительной чертой этого направления является использование росписи по керамической плитке (эмалированная керамика, которая производится при низких температурах путем двойного обжига. Верхнее покрытие стеклоподобное, цвета слоновой кости, служило основой для дальнейшей росписи). Этот подстиль возник здесь благодаря возможностям фаянсовой промышленности. Плитки размещались в основном на колокольнях, куполах и главных порталах зданий. Они использовались вперемежку на остальной части фасада в качестве акцентов для кладки. Такой тип стиля барокко впервые появился в XVII веке и достиг своего пика в XVIII веке[10].
- Позднее барокко в Мексике часто называют мексиканским чурригереско. Он возник в Испании в качестве архитектурного украшения, распространяясь на скульптуры и резьбу мебели[11]. Важным элементом этого типа барокко было использование змеевидных колонн с обильным украшением[12]. В эпоху позднего барокко художники в провинциальных районах Новой Испании создавали фасады и интерьеры церквей замысловатой текстуры. Использование плитки позволяло создавать пространственные эффекты. Создавалось некоторое сходство с доиспанской резьбой на камне и дереве, что позволяло создавать элементы традиционных украшений[13]. В этом стиле построена церковь Санта-Приска в Такско.
- Другие стили барокко в Мексике не украшали все поверхности интерьера или экстерьера, а сосредотачивали орнаменты на колоннах, пилястрах и промежутках между парами опор.

Разнообразие подстилей барокко в Мексике объясняется влиянием на стиль индейского и мавританского искусства с интерпретациями чурригереско. Американское барокко развивалось как стиль лепного декора. Фасады многих американских соборов XVII века имеют средневековые корни.

### Архитектурные школы
Архитектура XVIII века в Мексике испытывала влияние разных местных школ. Отличие школ сводится к различию в декоре.
Наиболее значительной является столичная школа. Ее влияние распространилось на север страны — в районы с серебряными рудниками.
Основные достижения столичной школы встречаются в культовой архитектуре. Здесь интерес представляет эволюция декоративного убранства порталов. Архитекторы 1-й половины и середины XVIII века сосредоточили усилия на ликвидации тектонического смысла ордерных форм. Стремясь нарушить статичность ордерной композиции портала, крупный столичный зодчий Мигель Кустодио Дуран придает пилястрам церкви Сан-Хуан-де-Дьос (1729 год) волнообразную форму. Неустойчивые дрожащие очертания продолжаются в антаблементе и завершаются декоративными мотивами, напоминающими по виду колеблемые ветром языки пламени.
В 40—70-е годы XVIII века в архитектуре столичной школы ордер утрачивает всякое сходство с исходными формами. Этапным произведением этого периода является ризница собора Саграрио Метрополитано (Успения Пресвятой Богородицы) в Мехико, пристроенная к его южному фасаду.
Образцом архитектурной школы Пуэблы является церковь Санта-Мариа в Тонанцинтле (около 1700). Центральная часть её западного фасада и смещённая вбок колокольня украшены поставленными на угол изразцами. Поверхность фасада церкви напоминает красочный орнаментальный ковёр, наброшенный на стены без всякой заботы о соблюдении симметрии. Под его покровом исчезают ордерные формы портала и колокольни. Многоцветные изразцы образуют на поверхности фасада самостоятельный узор, не отвечающий тектоническому смыслу и разрушающий цельность архитектурной формы. Не менее типичен интерьер, в котором, как и на фасаде, используются незамысловатые декоративные формы. Здесь нет тщательности и законченности столичной школы, но много фантазии и изобретательности. Извивающиеся наподобие мелких ручейков волнообразные завитки, волюты, растительные мотивы, головки ангелов — все эти мотивы, как бы вырастающие один из другого и покрывающие стены, своды, купола. Лепнина выполнена из гипса, окрашенного в синевато-зелёные тона и окаймлена по контуру золотой полоской.

### Новое испанское барокко
Новое испанское барокко — художественное движение, возникшее в Мексике в конце XVI века и сохранявшееся вплоть до середины XVIII века. Местные мексиканские ремесленники придали стилю уникальный характер. Из достопримечательностей, построенных в этом стиле можно отметить кафедральный собор Мехико с его алтарём королей, церковь Санта Мария Тонантцинтла в Пуэбла, Иезуитский монастырь Тепотцотлане в штате Мехико, часовня Розария в церкви Санто-Доминго города Пуэбла, монастырь и церковь Санто-Доминго-де-Гусман в Оахака и церковь Санта-Приска в Таско-де-Аларкон.
В XVII веке в Мексике после нескольких эпидемий почти ничего не строится. Только к концу века появляются симптомы экономического подъёма и оживляется строительная деятельность.
XVIII век стал великим веком мексиканской архитектуры по её эстетической ценности и по размаху строительства. В стране было построено и перестроено около 8000 церквей, сотни дворцов, несколько коллегий и больниц. В XVIII веке здесь впервые в истории колониальной архитектуры достигает размаха гражданское строительство. Впервые богатством своего декора жилые дома начинают приближаться к культовому зодчеству. И хотя оно по-прежнему остаётся ведущим, увеличение значимости и удельного веса светских построек можно считать первыми ростками светской культуры.
В архитектуре столичной школы Мексики появляется эстипите — определяющий элемент мексиканского барокко. Элемент эстипите возник в Испании в конце XVII века (изобретатель архитектор Хосе Чурригера). Там он применялся в мелких архитектурных формах. Позднее эстипите вошёл в архитектуру Мексики. Эстипите представляет собой совокупность нанизанных друг на друга отдельных элементов ордерной системы. Одним из первых сооружений, в оформлении фасада которого применено эстипите, была церковь Саграрио Метрополитано (1749—1768, архитектор Лоренсо Родригес) в городе Мехико.
Эстипите быстро распространился по другим городам Мексики. В Пуэбле была построена церковь Сан Франсиско (1743—1767), в которой эстипите применено в оформлении западного фасада. Эта церковь имеет ещё одну характерную черту мексиканского декора XVIII в.— использование многоцветных изразцов. Часто изразцовые панно встречаются в архитектуре Пуэблы. Там они сохраняются до 30-х годов XIX века.

### Образцы испанского барокко
Соборы Мексики стиля мадера. В XV веке здесь начали строить величественные соборы с преобладанием испанского варианта Ренессанса «платереско» и поздней готики.
Стиль испанского барокко представлен в Мексике в позднебарочном (начало XVIII века) этапе развития архитектуры, носящем название чурригереско. В Мексике этот стиль получил широкое распространение и известен под названием мексиканского барокко или ультрабарокко.
Библиотека Палафоксиана является первой публичной библиотекой в Америке. Основал ее епископ Хуан де Палафокс из города Мендоса в 1646 году.
Расположена она в историческом центре города Пуэбла. Эта библиотека построена в стиле барокко. Епископ Палафокс передал 5 сентября 1646 года в присутствии нотариуса Николас де Вальдивия в здание свою личную библиотеку, состоящую из пяти тысяч томов. Основным его условием было то, чтобы библиотека была открыта для публики, а не только для священнослужителей и семинаристов.
Библиотека была достроена в 1773 году и состояла из 43-метрового сводчатого зала на втором этаже Коллегии. Было сооружено два уровня книжных полок, и приобретено ретабло Мадонны Трапани работы Нино Пизано. К середине XIX века размер собрания потребовал третий уровень книжных полок. Два землетрясения в 1999 году нанесли ущерб зданию и книжным полкам; библиотека была восстановлена в 2001 году.
Кафедральный собор (Cathedral) в Пуэбла строился с 1575 по 1640 год. Результатом такого длительного возведения храма стало сочетание в нем разных архитектурных стилей (ренессанса и раннего барокко), что придаёт собору особый колорит. Фасад здания выполнен в стиле позднего барокко, внутренний дизайн собора выполнен с обилием украшений из ценных пород дерева, слоновой кости и оникса. Башни собора достигают высоты 69 метров и считаются самыми высокими в Мексике.
В 40—70-е годы XVIII века в архитектуре столичной школы ордер утрачивает всякое сходство с исходными формами. Этапным произведением этого периода является ризница собора Успения Пресвятой Богородицы в Мехико, пристроенная к его южному фасаду.
Уникальность назначения здания обусловила необычные для Мексики план и композицию в виде греческого креста. Выходящие на главную площадь и улицу западный и южный фасады образуют декоративный щит, подобие гигантского фронтона, закрывающего концы креста и более низкие боковые части. Композиция здания типична для барокко Латинской Америки и строится на острых противопоставлениях. Это контраст между гладью боковых и насыщенностью дробным декором центральных частей двух главных фасадов, между тёсаным камнем облицовки последних и булыжными стенами внутренних объёмов, светлым мелкозернистым камнем, из которого выполнен декор, и пористым красноватым камнем тесонтле остальных частей здания.

## Эклектика
Эклектика была отличительной чертой всей латиноамериканской архитектуры конца XIX — начала XX в. Характеристику этого стиля в Мексике дал в романе «Превратности метода» кубинский писатель Алехо Карпентьер: «И вот, задрав голову у какой-нибудь бесконечно высокой колонны, прохожий тщетно старался разглядеть чудеса ее орнаментации, оценить которые могли только ястребы да грифы. Люди знали, что где-то там, наверху, красуются гирлянды, рога изобилия, жезлы Меркурия или, того лучше, где-то над пятым этажом высится целый греческий храм с конями Фидия и прочим, но об этом лишь знали, ибо сии королевские роскошества, все эти купола и украшения царили — город над городом — в сферах, недоступных взору… Люди, сами того не ведая, жили в новоявленных Ниневиях, в головокружительных Вестминстерах, в воздушных Трианонах с фигурными украшениями и бронзовыми скульптурами, которые ветшали, так и не успев войти в общение с народом, что там, внизу, сновал меж портиков, аркад и колоннад, нёсших на себе всю тяжесть недоступных взору композиции».
Эклектика в Мексике в XX веке получила название «порфиризм» (по имени правящего в те годы диктатора Порфирио Диаса). В духе «порфиризма» было начато в 1904 году строительство Дворца изящных искусств в Мехико, закончившееся уже в 1934 году. В этом сооружении разнообразие стилей доведено до предела. В нем совмещены несовместимые принципы — купольная композиция константинопольской св. Софии и помпезность парижской Гранд-Опера.
В духе порфиризма построен Центральный почтамт, расположенный в историческом районе Мехико. Дворец строился с 1902 по 1907 год. Проект здания был разработан итальянским архитектором Адамо Бори, строительство велось мексиканским инженером Гонсал Гариту. Дворец выполнен в стиле эклектика с сочетанием элементов платереска и венецианской готики. Дворец имеет некоторое сходство с Дворцом дожей в Венеции. 4 мая в 1987 года дворец был объявлен архитектурным памятником. В настоящее время в нем размещается музей военно-морской истории страны.
Одна из многочисленных христианских миссий или редукций, основанных в XVII веке священниками и монахами Общества Иисуса в испанских колониях Америки, миссия Нуэстра-Сеньора-де-Лорето является жемчужиной архитектуры.
Миссия была основана в 1699 году иезуитским миссионером Эусебио Кино, который часто проповедовал в этом районе. Миссия построена в Мавританском стиле с пышно украшенным входом. Большая часть работ была выполнена местными индейцами. Гости, въезжающие в ворота из резного мескитового дерева, обнаруживают свежесть интерьера, яркие цвета картин, резьба по дереву, фрески и статуи. Интерьер богато украшен орнаментом с сочетанием стилей новой Испании и местных художественных украшений.
План церкви представляет собой классический латинский крест. Основной зал отделен от святилища. Купол над трансептом имеет высоту 16 метров и поддерживается арками. Три разных художника расписывали стены внутри церкви. Здание относится к лучшим образцам испанской архитектуры в США. В 1984 году остатки барочных церквей иезуитских миссий были объявлены объектом всемирного наследия ЮНЕСКО.
В XVIII веке со столичной школой в Мексике соперничает школа Пуэблы, формирование которой началось ещё во 2-й половине XVII века. Основная её особенность — многоцветная полихромия. Полихромия присутствовала в многокрасочности церквей, дворцов, домов простых ремесленников. Храмы индейского народа юто-ацтекской языковой семьи тольтеков, населявших область Пуэблы до прихода испанцев также были ярко окрашены. В архитектуре барокко эта традиция возродилась с новой силой. Богатый декоративный эффект создаётся в школе Пуэблы с меньшими затратами труда и с использованием более дешевых материалов, чем в столице. Для облицовки фасадов используется розовый кирпич разной формы — прямоугольной, квадратной, многогранной и восьмигранной; часто применяется кладка «в ёлочку». Рисунок кирпичной кладки усложняется вкраплением в неё зелёных, белых, красных, жёлтых и синих изразцов, создающих в сочетании с кирпичом орнаментальный узор.
Церковь Непорочного зачатия Пресвятой Девы Марии была построена в стиле эклектика в мексиканском городе Масатлан. Церковь строилась с 1856 по 1899 год. Этот внушительный собор был спроектирован и построен архитектором Эстанислао Леон, который умер в конце строительства. Две башни храма были спроектированы архитектором Нативидад Гонзалезом. Архитектурный дизайн эклектичен, в нем сочетаются неомавританский и неоготические стили. Обе башни и внешний купол храма покрыты жёлтой плиткой европейского производства. На фасаде храма установлены четыре большие скульптуры, изображающими евангелистов Матфея, Марка, Луку и Иоанна.
В главном алтаре, выполненном в готическом стиле, размещены статуи святых и ангелов из каррарского мрамора итальянского производства. Собор имеет четыре боковых алтаря, два из них — по обе стороны от главного алтаря, а остальные два — по бокам от главного входа. Эти алтари выполнены в неоклассическом стиле и освящены в честь Божией Матери Святого Розария, Святого Сердца Иисуса, Лорд Сент-Джозеф и Богоматери Гваделупской. В последнем алтаре находится гробница первого епископа епархии Масатлана.
В стиле эклектика построен храм Сан-Антонио в городе Агуаскальентес одноименного штата. Храм строился с 1895 по 1908 год. Этот церковный памятник построен из местного жёлтого известняка. Стиль его архитектуры эклектичен, его декоративные украшения противопоставлены коринфскому и дорическому порядку. Храм имеет три круглые башни, центральная увенчана крестом. Уникальность зданию храма придают сочетания в нем различных архитектурных стилей, таких как неоготика, неоклассика, барокко, мавританский стиль, русский стиль (выпуклый купол центральной башни) и др.

## Неоклассицизм
К концу колониального периода барокко в Мексике постепенно вырождается, а затем угасает. Его вытесняет классицизм, который стал основным направлением в мексиканской архитектуре, особенно после завоевания Мексикой политической независимости от Испании. Молодые нации хотели быть вовлечёнными в мировой исторический процесс, хотели приобщиться к европейской культуре, с которой у них ассоциировалась культура Франции.

## Архитектура XIX — начала XX века
Городские пейзажи в Мексике не менялись в течение первой половины XIX века, вплоть до французской оккупации во время Второй мексиканской империи в 1860-х годах. Император Максимилиан I привёз новые дизайнерские идеи в Мексику. Подобно Парижскому плану барона Османа, Максимиллиан ввел в стране устройство широких диагональных авеню — Пасео де ла реформа. Новый бульвар прошел от центра города, Национального Дворца с пышным парком Чапультепек, где правитель жил в замке Чапультепек. Вдоль улицы были посажены двойные ряды эвкалиптовых деревьев были, установлены газовые лампы, пущены трамваи на тяге с мулами.
Президент Диас избирался на должность семь раз. Его главными союзниками были церковь и крупные землевладельцы. Во время его диктатуры Мексика достигла значительного экономического прогресса при росте населения страны. Возрос экспорт сельскохозяйственной продукции. Мексика получала значительные суммы денег из-за границы, что позволило государству финансировать эти программы. В это время большое место уделялось строительству железных дорог и серебряных рудников.
Все это нашло отражение в архитектуре этого времени.
Новые технологии строительства с использованием чугуна и других строительных материалов из Европы и США позволяли строителям и архитекторам возводить новые строительные конструкции. В страну импортировались завозились итальянский мрамор, европейский гранит, бронза и цветные стекла. Диас был полон решимости преобразить ландшафт столицы Мексики по образу Парижа или Лондона. Большинство важных архитектурных проектов было отдано иностранцам. Итальянский архитектор Адамо Боари построил дворец Гонсало Гарита (1902) и Национальный театр Мексики (1904). Французский архитектор Эмиль Бенар работал в стране в 1903 году и создал здесь архитектурную мастерскую, куда взял работать мексиканских студентов. Сильвио Контри был ответственным за общественные работы (1902—1911). В начале XX века общественные здания в городе строились в неоготическом стиле. Примеры этого были главпочтамт и дворец изящных искусств, построенный по проекту итальянского архитектора Адамо Боари.
Президент Диас в 1877 году издал указ о создании в городе ряда статуй героев Мексики и их размещение вдоль Пасео-де-ла-Реформа. В столице были установлены «Ангел независимости», памятник Куаутемоку, памятники Бенито Хуаресу, Христофору Колумбу. Диас был убеждённость в необходимости включения общественных памятников в городской пейзаж.
В начале XX века архитектор Луис Салазар призвал архитекторов к созданию национального стиля архитектуры на основе изучения доиспанских руин. Его идеи в дальнейшем повлияли на национальные тенденции в Мексиканской архитектуре, которые развивались во втором и третьем десятилетии XX века.
Первое сооружение на основе древних мексиканских мотивов было построено в XIX веке. Это памятник Куаутемоку, выполненный инженером Франсиско Хименес и скульптором Мигель Норения. Другой монумент XIX века в доиспанских декоративных мотивах — памятник Бенито Хуаресу в Пасео-Хуарес, Оахака (1889).
В XX веке мексиканские архитекторы черпали вдохновение из архитектуры колониального периода и региональной архитектуры для создания подлинных шедевров мексиканской архитектуры.
Реакцией на эклектику было появление после революции 1910—1917 годов неоколониального стиля и традиционализма. Поиски зодчими средств, способных отразить в архитектуре национальный характер, привели к копированию форм колониального и доиспанского зодчества. Примером такого рода построек может служить библиотека «Сервантес» в Мехико, спроектированная строительным департаментом Министерства просвещения (1923 г.). В ее фасаде повторяются основные моменты барочной архитектуры Мексики: большие плоскости стен, средоточие лепнины вокруг входа, напоминающего храмовый портал.
С середины 20-х годов XX века в благодаря Синдикату художников, скульпторов и технических работников мексиканская архитектура обратилась к опыту архитектора Баухауза, к творчеству Ле Корбюзье, к советской архитектурной школе. Функционализм привлекал мексиканских архитекторов возможностью решить социальные проблемы в стране.
С этого времени отличительной чертой мексиканской архитектуры становится борьба двух тенденций — автохтонной и универсальной. Местные архитекторы хотели создать национальную архитектуру, хотя и шли к ней разными путями. Часть из них черпали вдохновение в мексиканском архитектурном наследии; другие, используя международный опыт строительства, стремились исходить из климатических, природных, социальных особенностей страны.
В 40—50-е годы XX века в Мексике возрос интерес к историческим стилям. Это стало реакцией на космополитизм архитектуры. Тенденция к автохтонности отмечается и в других видах изобразительного искусства, особенно в монументальной живописи. Но не всегда поиски национального в наследии прошлого были успешны. Если в Центральной библиотеке синтез искусств осуществлён относительно удачно, то в построенном в 1956—1958 гг. о’Горманом собственном доме (Сан-Анхель, предместье Мехико) преобладает декоративистская тенденция. Фасад здания представляет собой среднее между архитектурой и скульптурой.
За автохтонность архитектуры стал ратовать в 40-е годы XX века и Диего Ривера. По его проекту в 1945 года в окрестностях Мехико было начато строительство музея древнемексиканского искусства, который был назван автором «Апахуакальи» (пирамида). Здание было закончено после смерти Д. Риверы архитектором X. о’Горманом. Оно представляет собой массивное сооружение из огромных каменных блоков, напоминающие пирамиды древней Мексики.
Историческими стилями в 40-е — 60-е годы увлекались многие архитекторы, но чаще это касается проектирования индивидуальных жилых домов. Однако появлялись и общественные сооружения, стилизованные под то или иное историческое направление в архитектуре. Таким является построенный в стиле колониального барокко в 1953 году В. Уркунагой университет в Гуанахуато.

## Современная архитектура
Через пятнадцать лет после окончания мексиканской революции в 1917 году в стране начали разрабатываться федеральные жилищные, образовательные и строительные программы. Несмотря на развитие самобытной современной архитектуры в Мексике существуют параллели с её североамериканскими и европейскими стилями.
Отпечаток в строительстве зданий в Мексике оставили архитектурные функционализм, экспрессионизм и другие. Одним из первых образцов новой национальной архитектуры был институт гигиены (1925), построенный в Попотле по проекту архитектора Хосе Вильягран Гарсиа.
В 1920-х в Мехико прижилась конструктивистская архитектура, существовавшая вплоть до конца 1950-х. В этом стиле в стране было построено много жилых домов (дом на проспекте Восстания, дом в районе Кондеса и др.).
Амбициозным проектом стало строительство в 1950 году за пределами Мехико Сьюдад Университария — комплекса зданий жилищного фонда Национального автономного университета Мексики. Новый кампус университета расписывался мексиканскими художниками-монументалистами.
Другая сторона современной мексиканской архитектуры представлена в работе Луиса Баррагана. Дома, которые он разработал в 1950-х и 60-х годах сочетали в себе работы Ле Корбюзье с испанской колониальной традицией. Новый синтез позволил создать оригинальную модернистскую архитектуру, которая органично вписывалась в окружающую среду.
Поиски мексиканских зодчих продолжаются. В последнее время в стране получили развитие необарочные тенденции, характерные дня архитектуры большинства стран Запада. Необарокко, ярким примером которого в архитектуре страны является Антропологический музей в Мехико (1965) характерен в настоящее время для искусства стран Латинской Америки.
В стране строили здания известные зарубежные архитекторы. Так проекту японского архитектора Тоёо Ито в Пуэбла было построено здание Музея барокко. Фасад здания музея выполнено из белых бетонных лепестков, здание окружено искусственным прудом. По проекту британского архитектора Дэвида Чипперфильда в Мехико построено здание художественного музея. Фасад здания отделан панелями из травертин, крыша выполнена в виде четырёх зубцов.

## Архитекторы
После революции 1910—1917 годов в Мексике развивался неоколониальный стиль и традиционализм. Крупным представителем традиционализма был архитектор К. Обрегон Сантасилья (1896—1961). Ему принадлежит проект построенной в 1923 году школы «Бенито Хуарес», подземный гараж «Гуардиола», монумент революции и др. Монумент революции считается самой высокой триумфальной аркой в мире. Его высота составляет 67 метров.
Проект здания сделал К. Обрегон Сантасилья в стилях эклектики и мексиканского соцреализма. Ныне здание функционирует как мавзолей героев мексиканской революции 1910 года. Здесь захоронены Франсиско Панчо Вилья, Франсиско И. Мадеро, Плутарко Элиас Кальес, Ласаро Карденас и др.
Родоначальником функциональной архитектуры Мексики стал архитектор X. Вильягран Гарсиа. По его проекту был построен комплекс санитарно-эпидемиологической станции в Попотле около Мехико (1925—1926), получивший название Институт гигиены. Все здания комплекса были функционально связаны между собой. При этом каждое здание отвечало требованиям, предъявляемым к ним. Вильяграном Гарсиа была впервые воплощена в жизнь идея о минимальном рабочем жилище. В 30—50-е годы XX века по его проектам в Мексике было построено много больниц, школ, спортивных сооружений и магазинов.
Крупнейшим зодчим страны был X. О’Горман. В конце 20—30-х годов XX века он был сторонником функционализма. О’Горман отрицал взаимодействие архитектуры с другими видами изобразительного искусства. По его проектам в Мехико были построены дома-студии для творческой интеллигенции (1929—1930), Высшая школа техники и архитектуры (1932—1933), библиотека университета в Мехико и др. О’Горман руководил строительным отделом Министерства просвещения. В начале 30-х годов в Мексике по его проектам было построено двадцать школ в окрестностях Мехико 17. Школы представляли собой типовые сооружения, детально разработанные и обладавшие эстетической выразительностью.
Книгохранилище библиотеки в Мехико ассоциируется с доиспанским храмом, помещённым на этажи читальных залов, служащих стилобатом. Плоскости стен и видимые металлические конструкции зданий по его проектам окрашивались в контрастные цвета. В качестве конструкций зданий он использовал железобетонные каркасы.
Отход от функционализма в конце 30-х годов был обусловлен тем, что это направление ассоциировалась у буржуазии Мексики с революционностью, отчего прогрессивные зодчие не получали заказов. Так обстояло дело и у X. о’Горманом.
Однако школа функционализма продолжала развиваться. Ее принципы развивались в творчестве архитекторов X. Вильяграна Гарсиа, X. Легарреты, Э. Яньеса, М. Пани.
По проекту архитектора Э. Яньеса было построено здание Синдиката электриков в Мехико (1938). В 30-е годы Э. Яньес находился под влиянием советской школы конструктивизма. Здание Синдиката электриков представляет собой комплекс учреждений профсоюза (правление, клуб, поликлиника, профсоюзная школа).
К функционалистам в 30-х годах XX века примыкал архитектор Л. Барраган. Позднее он увлёкся органической архитектурой Ф. Л. Райта, которая получила в Мексике широкое распространение. К ней обращались также архитекторы К. Ласо, К. Тардити. В стиле органической архитектуры большое внимание уделяется фактуре поверхностей, игре светотени, связи построек с окружающей средой. В 50-е годы Барраган со скульптором М. Геритсом спланировали в районе Мехико Педрегаль пейзажный парк.
С середине 30-х годов в стране работал архитектор М. Пани, который использовал в своём творчестве достижения международного стиля, не забывая о местных особенностях. По его проектам построены жилые районы Мехико «Президент Алеман» (1948—1950) и «Президент Хуарес» (1950—1952); комплекс университета в Мехико (1949—1953), отель «Плаза»,
здание аэропорта в Акапулько (1954), города-спутники Мехико (конец 50-х годов), район Ноноалько-Тлателолько (начало 60-х годов).
Из ведущих архитекторов Мексики последних десятилетий известность получил архитектор Феликс Кандела. Он часто выступает в соавторстве с другими архитекторами, предоставляя им возможность делать общий проект, а сам проектирует покрытия. Он прославился своими тонкими оболочками в форме гиперболических параболоидов. Таковы параболический свод-оболочка лаборатории космических лучей Национального университета (1952; автор проекта архитектор X. Гонсалес Рейна), восьмилепестковая розетка покрытия здания ресторана в предместье Мехико Сочимилко (1957; архитектор Альварес Ордоньес), перекрытия капеллы миссионеров (1955) и св. Винсента (1959) в Койоакане (в обоих случаях архитекторы Э. де ла Мора и Ф. Лопес Кармона) и множество других. Самостоятельным произведением Ф. Канделы является церковь «Вирхен Милагроса» в Мехико (1953—1955), как бы воскрешающая традиции готики. В этом сооружении он демонстрирует неограниченные возможности железобетонных конструкций опор и перекрытий, способных создать не только функциональную, но и романтическую архитектуру.
В XXI веке в Мексике работают талантливые архитекторы: Теодоро Гонсалес де Леон (Музей Руфино Тамайо, здания Торре Аркос Боскс II), Рикардо Легоррета (гостиница Camino Real в Мехико), Агустин Ланда (французский приход в Мехико), Энрике Нортен, Альберто Калач, Аугусто Кихано, Бернардо Гомес-Пимьента, Маурисио Роча, Хавьер Санчес, Мичель Рохкинд, Фернандо Ромеро, Дерек Дельекамп и др.